# محمود مهران
محمود مهران (۱۲۸۳ تهران - ۱۳۶۱ اسپانیا) استاد دانشگاه و وزیر فرهنگ ایران در دوره پهلوی بود.
پدرش میرزا صادق بروجردی بود. پس از تحصیلات ابتدائی و متوسطه، از دانشجویانی بود که در دوره رضا شاه برای تحصیل به اروپا اعزام شدند. با کسب دکترای علوم تربیتی به ایران بازگشت و به تدریس در دانشگاه پرداخت.
در هفدهم آبان ۱۳۲۶ عیسی صدیق‌اعلم وزیر فرهنگ، دکتر مهران را به عنوان معاون خود به مجلس معرفی کرد. در سال ۱۳۳۱ به ریاست سازمان بیمه‌های اجتماعی و مدیر عاملی شرکت سهامی بیمه ایران  و در سال ۱۳۳۴ در کابینه حسین علاء به وزارت فرهنگ رسید  و مدت دو سال در این سمت بود. پس از کابینه علاء، منوچهر اقبال به نخست‌وزیری رسید و محمود مهران را در وزارت فرهنگ تثبیت کرد و قریب سه سال و نیم در آن سمت بود. در کابینه شریف امامی نیز مدت کوتاهی وزارت فرهنگ را برعهده داشت. 